# Palmerston (mèo)
Palmerston là một con mèo thường trú của Văn phòng Đối ngoại và Thịnh vượng chung (FCO) tại Whitehall ở Luân Đôn. Con mèo hai màu đen và trắng bắt đầu đảm nhận vai trò với chức vụ Người quản lý trưởng vào ngày 13 tháng 4 năm 2016. Trước đó, Palmerston đến từ Battersea Dogs & Cats Home và được đặt theo tên của cựu Ngoại trưởng và Thủ tướng Lord Palmerston. Palmerston được làm việc tại tòa nhà King Charles Street.
Sự khởi đầu của vị trí quản lý trưởng tại FCO theo sau từ vị trí đến Trưởng quan Bắt Chuột tại Văn phòng Nội các Anh Quốc, Larry và từ các chuyến thăm của con mèo Freya của George Osborne, thường xuyên đến thăm văn phòng.
Palmerston được đưa tin vào ngày 3 tháng 5 năm 2016, vì có thông tin cho rằng nó đã bắt được con chuột đầu tiên. Vào ngày 11 tháng 7 năm 2016, Palmerston bị bắt gặp trước camera trong cảnh đứng giữa Larry và xung quanh Phố Downing. Vào ngày 26 tháng 7 năm 2016, Palmerston đã bị bắt quả tang lẻn vào Số 10 phố Downing, khi cánh cửa đen nổi tiếng bị bỏ ngỏ. Sau đó anh ta bị cảnh sát cư trú đuổi ra khỏi nhà. Vào ngày 1 tháng 8 năm 2016, một nhà báo bắt gặp Palmerston và Larry đang đánh nhau nghiêm trọng, dẫn đến việc Palmerston bị thương ở tai và Larry bị mất vòng cổ.
Vào tháng 10 năm 2017, Palmerston đã “bổ nhiệm” những đặc phái viên đầu tiên của mình ở nước ngoài. Lawrence of Abdoun, một chú mèo tomcat đường phố đen trắng được cứu sống, được giao một vai trò tại Đại sứ quán Anh ở Amman, Jordan và được đặt theo tên sĩ quan quân đội Anh T. E. Lawrence và khu vực lân cận ở Amman nơi đặt đại sứ quán. Leyla Pixie, một chú mèo con mồ côi đến từ Thổ Nhĩ Kỳ, được Tổng lãnh sự quán Anh ở Istanbul nhận nuôi.
Vào ngày 7 tháng 8 năm 2020, Palmerston "nghỉ hưu", chuyển đến vùng nông thôn để "dành nhiều thời gian hơn để thư giãn khỏi ánh đèn sân khấu"; "từ chức" của Palmerston đã được thông báo trên Twitter.